# Courage My Love
Courage My Love — канадський гурт з жіночим вокалом, що виконує пісні у жанрі поп-панк. Заснований у місті Кіченер, Онтаріо 2009 року.
У творчому доробку гурту 2 альбоми, 1 акустичний альбом та сингл «Barricade».
Дебютний альбом «For Now» вийшов 2011 року і містив 7 композицій (пізніше був перевиданий у акустичній версії).
9 жовтня 2011 року було записано сингл «Barricade» та відзнято відеокліп.
Наразі останнім релізом гурту є альбом «Becomming», виданий 11 червня 2013 року.

## Склад гурту
- Мерс́едес Арн-Хорн — вокал, гітара
- Фонікс Арн-Хорн — вокал, ударні
- Брендон Локвуд — бас-гітара

## Дискографія
- For Now — 2011
- For Now (акустична версія) — 2012
- Becoming — 2013
- Synesthesia — 2016

### Сингли
| Рік  | Назва                |
| ---- | -------------------- |
| 2011 | «Barricade»          |
| 2013 | «You Don't Know How» |

### Відеокліпи
- «I'll Be Home For Christmas» (студійний запис, 2010)
- «Bridges» (2010)
- «I Sell Comics» (2011)
- «Barricade» (2011)
- «Do You Hear What I Hear?» (2011)
- «Anchors Make Good Shoes» (2011)
- «You Don't Know How» (2013)
- «Wolves» (Crystalyne cover, 2013)
- «Cold-Blooded» (2013)
- «Skin and Bone» (2014)
- «Stereo» (2017)
- «Need Someone»(2017)
- «Animal Heart» (2017)